# Biblioteca privada

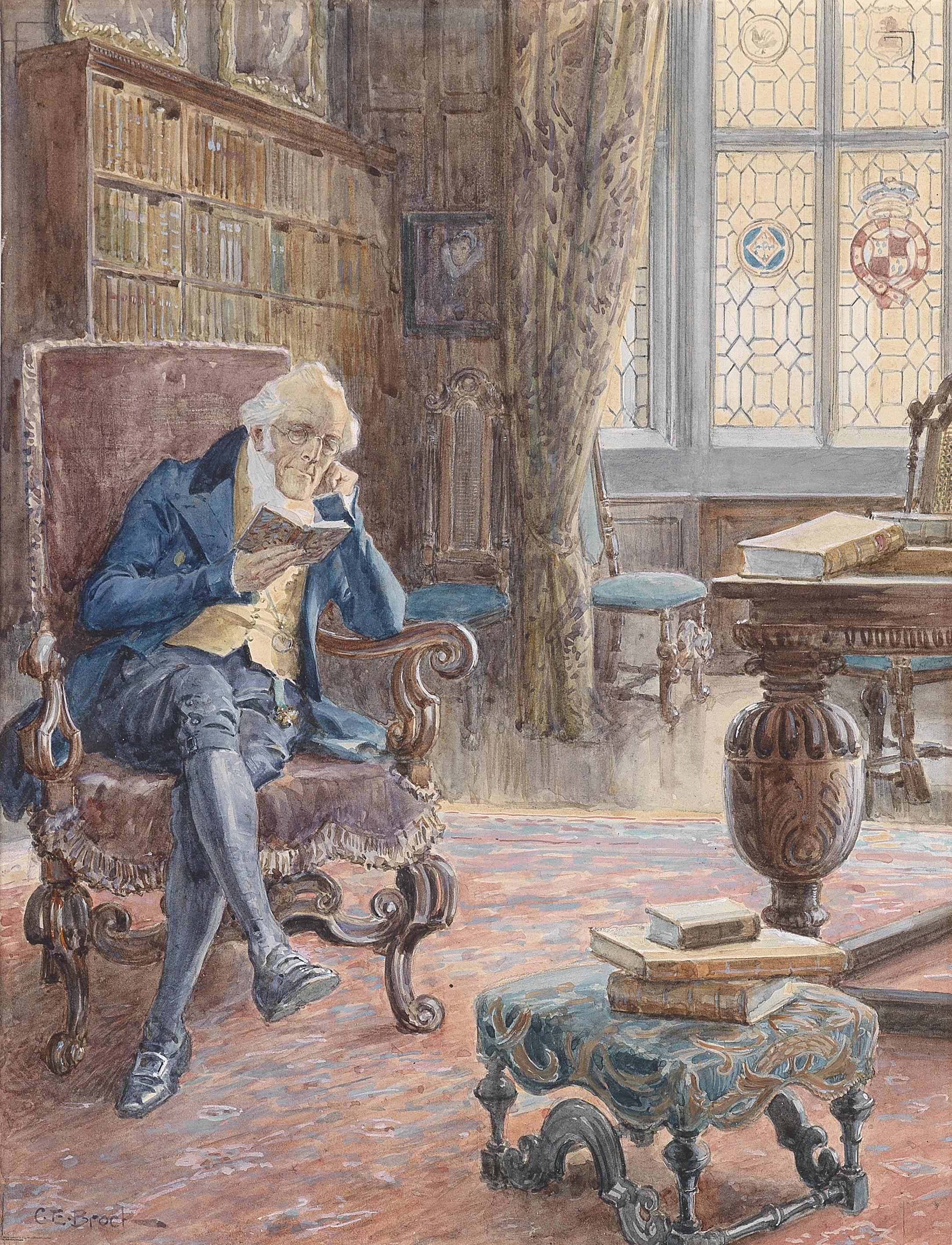
La biblioteca privada de Charles Edward Brock

Una biblioteca privada és una biblioteca que, a diferència de les institucions públiques, és de propietat privada, utilitzada per un nombre reduït de persones, o fins i tot una, i es poden especialitzar en temes concrets. Igual que amb les biblioteques públiques, algunes persones fan servir exlibris (segells, adhesius o relleus) per mostrar la propietat dels articles. Algunes persones venen les seves biblioteques privades a institucions consolidades o les llega després de la mort, i menys sovint, una biblioteca privada es manté intacta molt després de la mort del propietari.

## Història

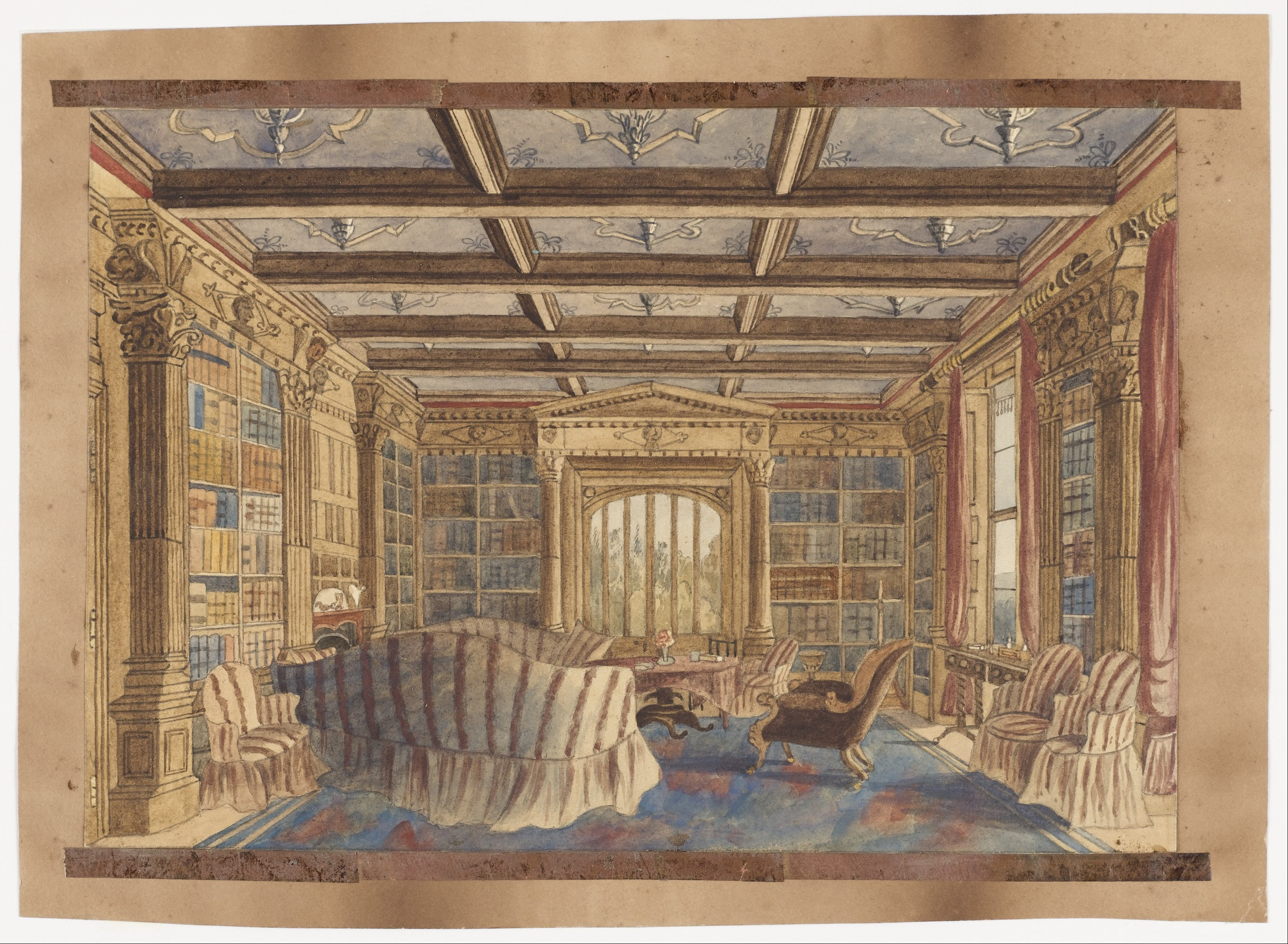
La biblioteca de Dingestow de Charlotte Bosanquet.

La biblioteca privada de l'arqueòleg rus Ivan Zabeline, de Repin.

Les biblioteques més antigues s'assemblaven als arxius moderns i pertanyien a temples i administracions. L'accés estava restringit a la noblesa, l'aristocràcia, els estudiosos o els teòlegs. La biblioteca d'Assurbanipal (segle vii aC) a Nínive, i el descobert a Ugarit (al voltant del 1200 aC) es troben entre les biblioteques més antigues conegudes.

### Mesopotàmia
Les biblioteques privades ja existien a Mesopotàmia, on algunes tenien col·leccions de més de 400 tauletes. El nucli d'aquestes biblioteques eren principalment textos transcrits pels mateixos propietaris, des del moment en què van adquirir la seva formació en l'art d'escriure. Per insignificants que siguin, aquestes biblioteques van establir la base de la col·lecció de la biblioteca d'Assurbanipal.

### Egipte
A l'antic Egipte existien biblioteques privades però no eren habituals. Un dels problemes a l'hora d'identificar possibles biblioteques privades és que sovint és difícil distingir entre una biblioteca personal i una d'associada a un temple. En qualsevol cas, les biblioteques privades han sobreviscut i poden ser més nombroses del que es pensava tradicionalment. Diverses tombes privades exposaven textos acadèmics. El període de l'Imperi Mitjà (2055-1650 aC) ofereix la millor evidència de la presència de biblioteques privades a l'antic Egipte.
Per exemple, un sepulcre contenia un cofre amb llibres sobre relacions burocràtiques, himnes i encanteris. En total, l'amagatall contenia una biblioteca de vint volums. Una col·lecció important de la dinastia XIII suggereix una biblioteca que pertany a un metge o nigromàntic. S'atribueix una gran biblioteca privada a un tal Kenherkhepshef. Aquesta biblioteca inclou gairebé una cinquantena de manuscrits sobre diferents temes, correspondència, escrits astrològics o interpretació de somnis. Aquesta biblioteca en concret ha passat diverses generacions passant d'un membre de la família a un altre fet que li ha donat aquesta importància.
Un manuscrit conegut com el papir Westcar, d'aquesta mateixa època, fa al·lusió a una persona la residència de la qual disposa d'una biblioteca privada. El text del manuscrit és una narració fantasiosa; tanmateix, sí que demostra que alguns ciutadans corrents eren alfabetitzats i acumulaven documents per al seu propi ús. Una altra tomba, d'un curandero i d'un sacerdot lector, contenia més de vint llibres, inclosa la famosa història del camperol eloqüent.

### Antiga Grècia
Cap al 600 aC, les biblioteques i les col·leccions d'arxius eren habituals a l'antiga Grècia. Tot i que en algunes ciutats, com Atenes, es van establir biblioteques públiques a l'abast de tots els ciutadans, la majoria dels ciutadans no sabien llegir. Tanmateix, el nombre de col·leccions privades de llibres propietat d'elits o de ciutadans importants anava creixent. Les biblioteques privades no només van ser construïdes pels rics, sinó també per professionals que necessitaven informació propera, com metges o estudiosos. Figures erudites notables com Eurípides, Heròdot, Tucídides i fins i tot Plató tenien les seves pròpies biblioteques privades amb grans col·leccions. Una de les figures més notables de l'antiga Grècia que posseïa una biblioteca va ser Aristòtil. En establir la seva pròpia col·lecció a la biblioteca del Liceu, Aristòtil va permetre que els seus estudiants i companys la fessin servir. Després de la seva mort, la seva col·lecció va créixer fins a incloure les obres de Teofrast i la investigació dels estudiants. Malauradament, la col·lecció hauria estat dispersada després de la mort de Teofrast per Neleu d'Escepsis. Si bé la major part de la col·lecció s'hauria portat a Roma i Constantinoble, altres peces es van vendre a la Biblioteca d'Alexandria, on van ser perdudes més tard amb la destrucció de la biblioteca.

### Renaixement a Europa

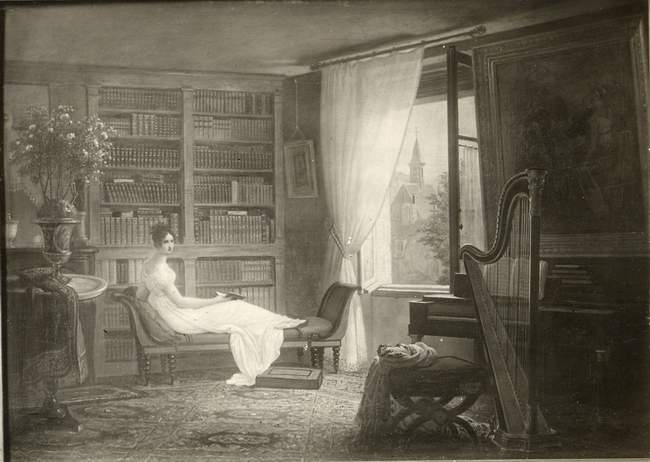
Madame Recamier a la seva biblioteca.

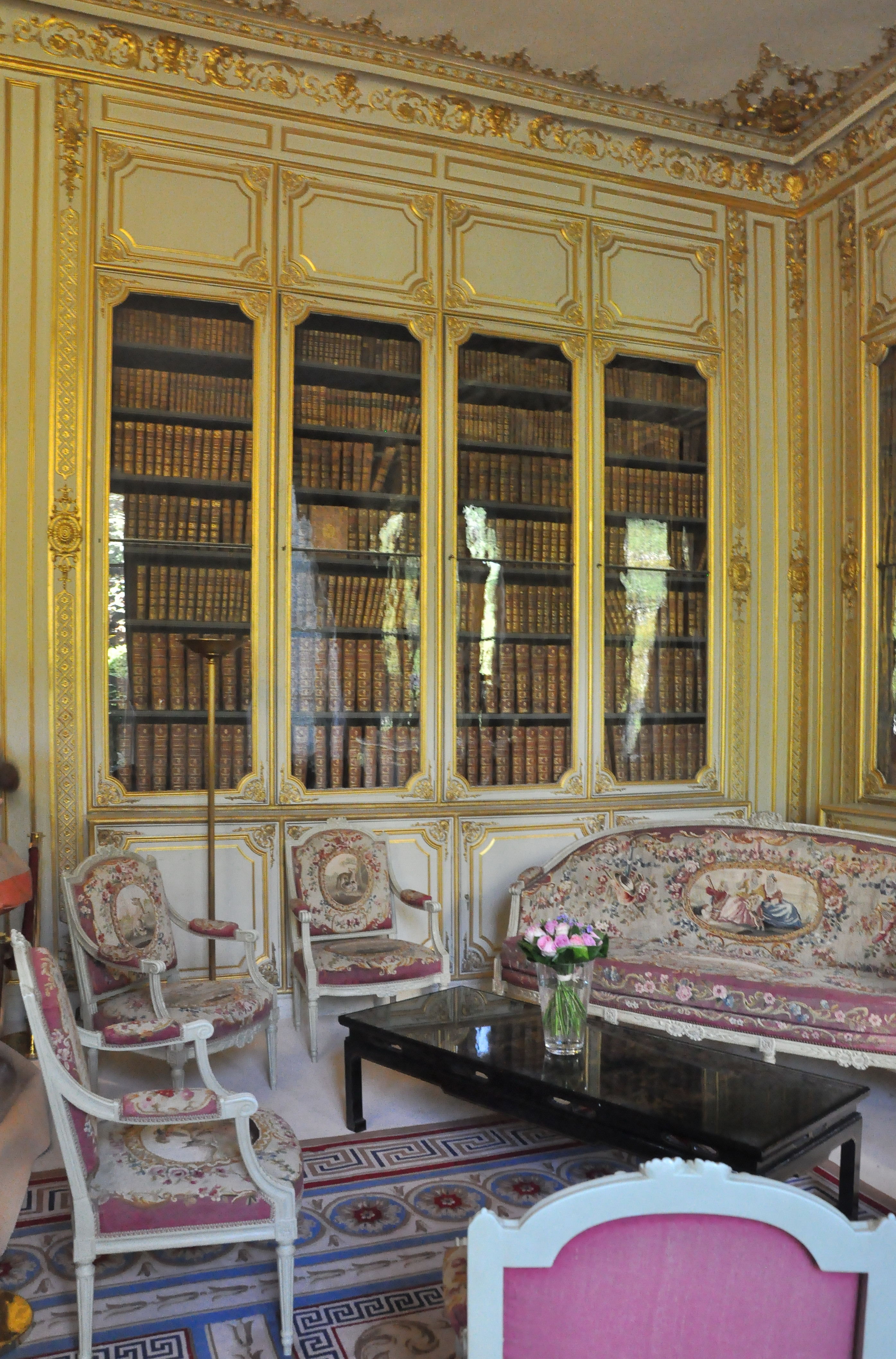
Biblioteca Reial de l'Hôtel de Bourvallais.

El Renaixement va provocar un augment en l'interès de recopilar les noves idees dels grans pensadors de l'època. A tot Europa, els reis van crear biblioteques impressionants, algunes de les quals es van convertir en biblioteques nacionals. A més, algunes persones riques van formar i desenvolupar les seves pròpies biblioteques.
La Biblioteca Nacional de França a París es va establir el 1368 com a biblioteca reial del rei Carles V. A Florència, Cosme el Vell conformà una biblioteca privada que va constituir la base de la Biblioteca Laurenziana. La Biblioteca Vaticana també es va crear al segle xv. El papa Nicolau V va ajudar a renovar la Biblioteca Vaticana donant centenars de manuscrits personals a la col·lecció.
La creació i el desenvolupament d'universitats ha accelerat les donacions de biblioteques privades a biblioteques universitàries. Un regal notable va ser el del duc de Gloucester Humphrey a la Universitat d'Oxford a principis del segle xv.

### Època moderna

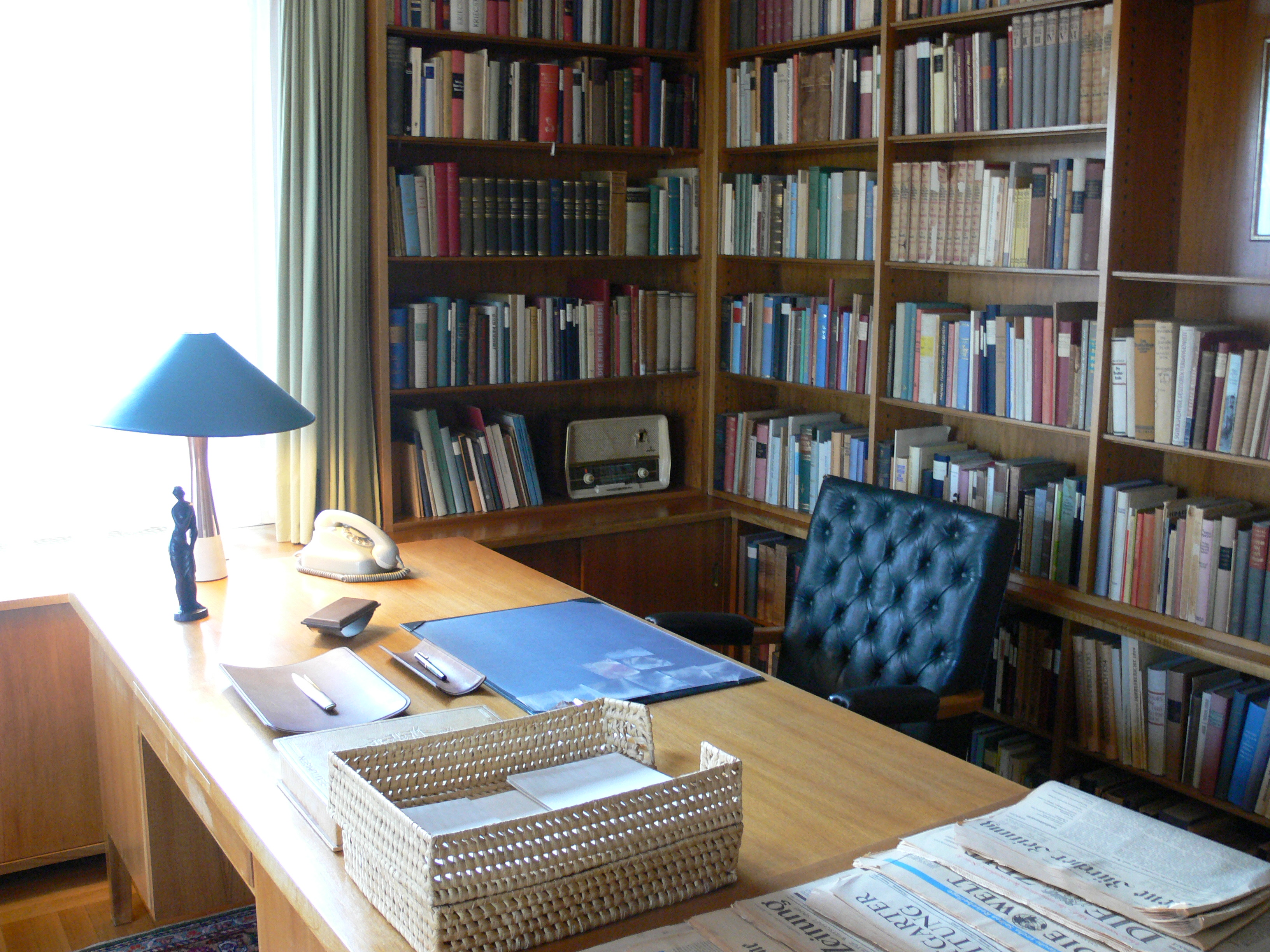
Biblioteca privada de Theodor Heuss a Stuttgart.

Les biblioteques privades es van fer cada cop més habituals amb l'arribada dels llibres de butxaca. Algunes organitzacions de voluntaris mantenen biblioteques especialitzades, que sovint es posen a disposició dels investigadors amb cita prèvia. Molts despatxos d'advocats i hospitals mantenen una biblioteca jurídica o mèdica per al personal. Algunes grans empreses mantenen biblioteques amb col·leccions especialitzades en l'àrea de recerca específica de l'empresa. Les institucions científiques són especialment aptes per tenir una biblioteca per ajudar els científics i els investigadors.
És probable que les instal·lacions de fabricació també tinguin una biblioteca d'enginyeria per ajudar a resoldre problemes i muntar peces complicades. En general, aquestes biblioteques no estan obertes al públic.